# Mistrzostwa Świata w Szermierce 1986
Mistrzostwa Świata w Szermierce 1986 – 49. edycja mistrzostw odbyła się w bułgarskiej stolicy – Sofii.

## Klasyfikacja medalowa
| Lp. | Państwo  | złoto | srebro | brąz | Razem |
| --- | -------- | ----- | ------ | ---- | ----- |
| 1   | ZSRR     | 3     | 1      | 1    | 5     |
| 2   | RFN      | 2     | 2      | 1    | 5     |
| 3   | Włochy   | 2     | 1      | 2    | 5     |
| 4   | Francja  | 1     | –      | 1    | 2     |
| 5   | Bułgaria | –     | –      | 2    | 2     |
| 6   | Węgry    | –     | 1      | –    | 1     |
| –   | Polska   | –     | 1      | –    | 1     |
| –   | Kuba     | –     | 1      | –    | 1     |
| –   | Rumunia  | –     | 1      | –    | 1     |
| 9   | NRD      | –     | –      | 1    | 1     |

## Medaliści

### Mężczyźni
| Złoto | Srebro                                                                                                   | Brąz |
| Floret                                                                                                   | | |
| Andrea Borella                                                                                           | Tulio Díaz                                                                                               | Mauro Numa                                                                                               |
| Włochy · Mauro Numa · Andrea Cipressa · Andrea Borella · Federico Cervi · Angelo Scuri                   | RFN · Harald Hein · Matthias Behr · Thorsten Weidner · Ulrich Schreck                                    | NRD · Jens Howe · Ingo Weißenborn · Udo Wagner · Adrian Germanus · Aris Enkelmann                        |
| Szpada                                                                                                   | | |
| Philippe Riboud                                                                                          | Mikloş Bodoczi                                                                                           | Olivier Lenglet                                                                                          |
| RFN · Alexander Pusch · Elmar Borrmann · Volker Fischer · Arnd Schmitt                                   | ZSRR · Serhij Krawczuk · Andriej Szuwałow · Aleksandr Możajew · Mychajło Tyszko                          | Włochy · Sandro Cuomo · Stefano Bellone · Angelo Mazzoni · Maurizio Randazzo                             |
| Szabla                                                                                                   | | |
| Siergiej Mindirgasow                                                                                     | Imre Bujdosó                                                                                             | Wasił Etropołski                                                                                         |
| ZSRR · Andriej Alszan · Heorhij Pohosow · Siergiej Mindirgasow · Wiktor Krowopuskow · Siergiej Koriażkin | Polska · Janusz Olech · Robert Kościelniakowski · Andrzej Kostrzewa · Krzysztof Koniusz · Tadeusz Piguła | Bułgaria · Christo Etropołski · Wasił Etropołski · Georgi Czomakow · Marin Iwanow · Nikołaj Marinczeszki |

### Kobiety
| Złoto                                                                                               | Srebro                                                                              | Brąz                                                                                         |
| Floret                                                                                              |                                                                                     |                                                                                              |
| Anja Fichtel                                                                                        | Sabine Bau                                                                          | Olga Woszczakina                                                                             |
| ZSRR · Walentina Sidorowa · Olga Wieliczko · Olga Woszczakina · Marina Sobolewa · Tatjana Napałkowa | Włochy · Margherita Zalaffi · Annapia Gandolfi · Giovanna Trillini · Lucia Traversa | RFN · Sabine Bau · Anja Fichtel · Sabine Bischoff · Christiane Weber · Zita-Eva Funkenhauser |